# Гадюкові
Гадю́кові (Viperidae) — родина отруйних змій, поширених у всьому світі, крім Австралії та Мадагаскару. В Україні зустрічається 3 види гадюк: гадюка звичайна, гадюка Нікольського та гадюка степова східна, або гадюка Ренарда.

## Опис
Всі гадюкові мають пару відносно довгих, порожнистих всередині «ікол» (отруйних зубів), які використовуються для виділення отрути з отруйних залоз, що містяться за верхньою щелепою. Ці ікла розташовані в передній частині пащі на верхньощелепній кістці, здатній до обертання назад-вперед. Коли вони не використовуються, ікла складені назад і закриті плівковою оболонкою. Ліве і праве ікло обертаються незалежно одне від одного. Під час сутички паща відкривається на кут до 180 градусів, а її кістки обертається вперед, вип'ячуючи ікла. Щелепи змикаються при контакті, а сильні м'язи, що є навколо отруйних залоз, скорочуються, виділяючи при цьому отруту. Ця дія миттєва і є радше ударом, ніж укусом. Змії використовують цей механізм як для знерухомлення жертви, так і для самооборони.
Голова у змій округло-трикутної форми з притупленим носовим кінцем і скроневими кутами, що сильно випирають убік. На верхньому кінці носа, між ніздрями, у деяких видів є одиночні або парні вирости, утворені лусками. У деяких видів подібні вирости стирчать над очима, утворюючи щось подібне до ріжків. Очі невеликі, з вертикальною зіницею. Зіниці можуть як розкриватися у всю ширину ока, так і змикатися майже повністю, що дозволяє зміям бачити при будь-якому освітленні. Над очима зазвичай виступає невеликий вал, освічений лусками. Добре розвинений вал додає змії серйозний або навіть злобний вигляд. Тіло коротке, потовщене — особливо в середній частині. Хвіст короткий. Забарвлення змінюється сильно залежно від виду і місця існування, але завжди захисне і приховує змію на тлі ландшафту.

## Спосіб життя
Гадюкові пристосовуються до будь-якого ландшафту до 3000 метрів над рівнем моря і як правило ведуть наземний спосіб життя. Зазвичай ці змії є хижаками, що віддають перевагу нічному способу життя. В порівнянні з іншими зміями вважаються повільнішими, полюючи в основному в нічний час, вичікуючи здобич у засідці. Харчуються дрібними гризунами, земноводними, птахами, деякими комахами, залежно від місця існування. Укушена жертва як правило гине протягом кількох хвилин від гемолітичної дії. Після цього змія заковтує жертву.